# Georg Josua du Plat
Georg Josua du Plat (* 9. September 1722 in Löhrstorf, Ostholstein; † 14. Dezember 1795 in Hannover) war kurhannoverscher Generalleutnant und Kartograf. Er war Chef des kurhannoverschen Ingenieurkorps und der erste Leiter der kurhannoverschen Wegebau-Intendance.

## Leben

### Familie

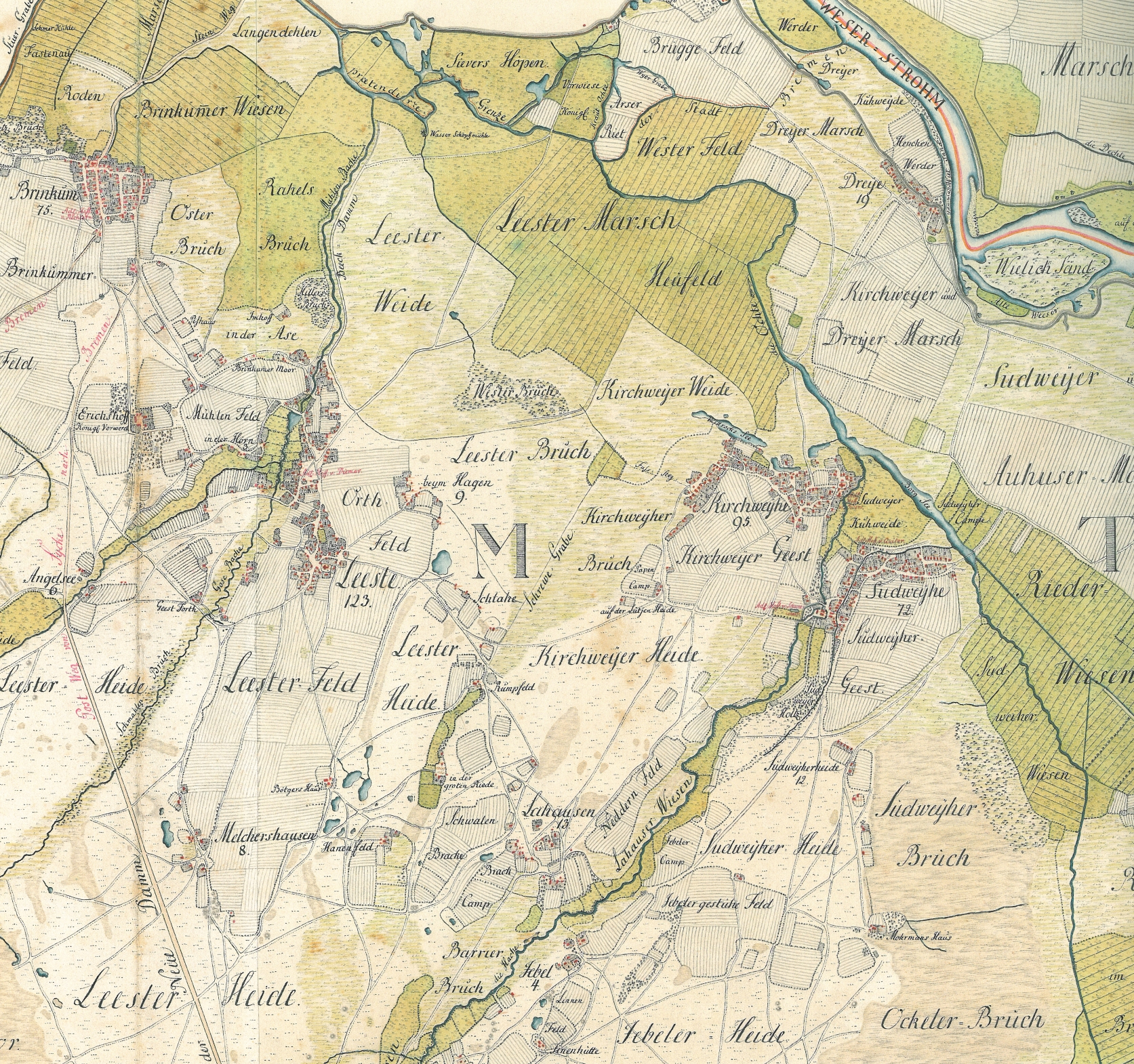
Ausschnitt des Ortes Weyhe aus du Plats Kurhannoverscher Landesaufnahme von 1773

Georg Josua du Plat entstammte dem französischen Adelsgeschlecht du Plat, dessen erster Vertreter in Deutschland sein Großvater Pierre Joseph du Plat (1657–??) war, Stammvater der hannoverschen Linie. Mitglieder dieser deutschen Linie traten wiederum in königlich dänische und britische Dienste. Plat war der Sohn des Militär-Kartografen Pierre Joseph du Plat (1691–1753) und der Gutsverwalterstochter Engel Justina Janus aus Löhrstorf, wo er auch geboren wurde. Seine drei jüngeren Brüder Oberdeichgraf Peter Joseph du Plat (1728–1782), Generalleutnant Johann Wilhelm du Plat (1735–1806) und Generalleutnant Anton Heinrich du Plat (1738–1791) waren alle wie er kurhannoversche Kartografen.
Georg Josua du Plat heiratete in erster Ehe 1765 in Stöcken Katharina Melusina von Westenholz (* 1729; † 21. April 1767 in Hameln), die Tochter des kurhannoverschen Hofrats Carl Ludwig von Westenholz. In zweiter Ehe heiratete er am 11. September 1768 in Osnabrück Bernhardine von Derenthall (* 1749 in Osnabrück; † 2. Juni 1782 in Hildesheim), die Tochter des Philipp Nikolaus von Derenthall (1695–1752) und der Bernhardine Goswine Therese von Kerckerinck zur Borg. Aus dieser Ehe stammen zwei Söhne.

### Werdegang
Plat war zunächst Leutnant und Oberadjutant, später Hauptmann im 14. Hannoverschen Infanterie-Regiment. Ab 1761 war er als Oberstleutnant dem alten General Friedrich von Spörcken zugeteilt. Im Jahr 1763 wurde er Chef des 1732 gegründeten Ingenieurskorps und führte es bis 1791. Ebenfalls seit 1763 regte du Plat – in Erinnerung an die negativen Erfahrungen im Siebenjährigen Krieg – in mehreren Denkschriften die Einrichtung einer Ingenieurschule an; diese wurde jedoch erst 1784 der schon zwei Jahre zuvor 1782 gegründeten Artillerieschule in Hannover angegliedert.
Mit seinen Untergebenen, speziell dem kurhannoverschen Ingenieurhauptmann Johann Ludewig Hogrewe ab 1767, schuf Plat ab 1764 in den folgenden 22 Jahren bis 1786 durch systematische Vermessung der circa 28.000 Quadratkilometer Kurlande die Kurhannoversche Landesaufnahme eine Karte aus 165 Blatt im Maßstab 1:21.333,3. Pro Zeichner/Vermesser entstanden so im Durchschnitt pro Jahr zwei Blatt (etwa 300 Quadratkilometer). In den Sommermonaten arbeiteten sie vor Ort, im Winter zeichneten sie die vierfarbig angelegten Karten ins Reine. So entstand die Geographische Lage sämtlicher Teutschen Länder Sr. Königlichen Majestät von Großbritannien. Durch dreifache Verkleinerung entstand daraus eine Militärkarte im Maßstab 1:64000 mit 35 Blättern und daraus wiederum eine Generalkarte im Maßstab 1:192000 mit vier Blättern. Plat wurde innerhalb dieser 22 Jahre von insgesamt elf Offizieren unterstützt. Im Jahr 1778 wurde Plat zum Generalmajor befördert, 1788 zum königlich großbritannischen und kurfürstlich hannoverschen Generalleutnant.
Ab circa 1779 bis 1783/84 wurde der Bereich des Friedrichswalls im Zuge der Entfestigung Hannovers nach Plats Plänen umgebaut.
Plat starb 1795 im Alter von 73 Jahren in Hannover und wurde auf dem Friedhof der Kirche St. Clemens beigesetzt.

## Werke
- Geographische Lage sämtlicher Teutschen Länder Sr. Königlichen Majestät von Großbritannien
- Mehrere Denkschriften zur Einrichtung einer eigenständigen Ingenieurschule,[3] darunter
  - „Denkschrift an den kommandierenden General von der Decken vom 10. Januar 1783“[3]